# Neutrik XLR/P10
El connector Combo XLR + TRS o Neutrik NCJ6FI-S, és un tipus de connector femella capaç de suportar dos tipus de connectors jack, el connector XLR, conegut com a "Canon Plug", que s'utilitza per connectar micròfons i mescladors. i l'endoll TRS per a estèreo (TRS:Tip-ring-sleeve) i l'endoll TS per a mono (TS:Tip-Sleeve), conegut com: Banana Plug, o endoll P10, que s'utilitzen en instruments musicals com guitarra, teclat, baix, etc.

## Història
Als Jocs Olímpics d'hivern de 1964 a Innsbruck, l'enginyer d'acústica tirolès Bernhard Weingartner es va adonar que el so continuava disminuint. El motiu d'això van ser que els connectors d'àudio DIN utilitzats per la televisió austríac van fallar sota la influència del mal temps. Weingartner sabia que el connector XLR dissenyat per ITT Cannon International/Switchcraft seria molt més fiable, però aquests connectors eren molt cars i no estaven disponibles a Europa. Weingartner va començar el 1974, inicialment en solitari, amb el desenvolupament d'una versió econòmica però d'alta qualitat del connector XLR. El dibuixant Werner Bachmann es va unir a ells set mesos després. Neutrik AG va ser fundada l'any 1975 per Bernhard Weingartner i els inversors Gebhard Sprenger i Josef Gstöhl. Durant els anys següents, l'empresa Neutrik es va convertir en el líder mundial del mercat de connectors d'àudio XLR. Els connectors Neutrik s'han estandarditzat a l'estàndard d'escenari i d'estudi com estàndard IEC 61076-2-103. Finalment, l'any 1987, es van desenvolupar uns connectors Neutrik sobre la base d'una invenció i patent de Bernhard Weingartner.

## Característiques

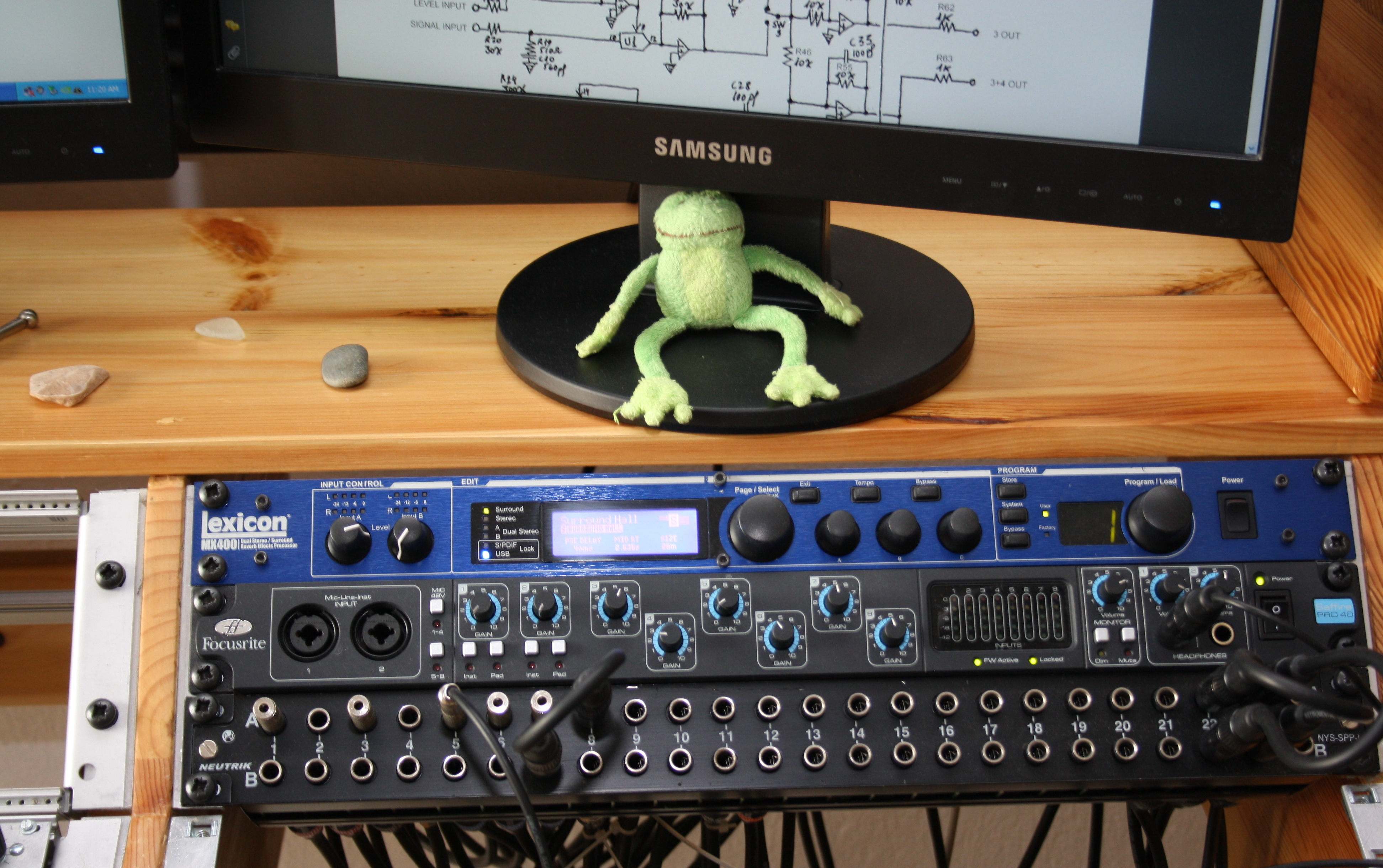
Sintetitzador amb 2 preses Combo XLR + TRS

Com que els equips amplificadors i mescladors sovint requereixen una entrades tant per a presa de telèfon TRS o per a connectors XLR, Neutrik i Amphenol ofereixen diversos models de connector combinat que accepten tant els jacks XLR 6.5 mm (0.26 in) com els jacks de telèfon TS o TRS. A la imatge de la dreta, es pot veure la part frontal d'un sintetitzador Lexikon amb 2 connectors combinats XLR/P10 Neutrik femella NCJ6FI-S, amb un cos fet de plàstic sòlid i amb els pins de soldadura situat a la part posterior de l'endoll, per facilitar la soldadura.
El flux de senyal estàndard per a l'àudio als connectors XLR és que la sortida és un connector mascle i l'entrada és femella. En altres paraules, els pins de l'endoll apunten en la direcció del flux del senyal. L'alimentació fantasma, si s'utilitza, s'origina de l'endoll i flueix a l'endoll, (la direcció oposada al senyal i la direcció normal dels circuits d'alimentació). Els voltatges dels senyals d'àudio de nivell de línia i de micròfon no són perillosos. El XLR masculí s'incorpora normalment al cos d'un micròfon. L'estàndard EIA RS-297-A descriu l'ús del XLR de tres pins, conegut com a XLR3, per a aplicacions de nivell de senyal d'àudio equilibrat :
|     |                                                                                                |
| Pin | Funció                                                                                         |
| 1   | Terra del xassís (apantallament del cable)                                                     |
| 2   | Terminal de polaritat positiva per a circuits d'àudio equilibrats (també conegut com "calent") |
| 3   | Terminal de polaritat negativa per a circuits equilibrats (també conegut com "fred")           |

## Premis
NEUTRIK va guanyar el premi EMEA+ InAVation 2011 en la categoria "Accessori AV comercial més innovador del 2011". El premi es va lliurar a Integrated Systems Europe 2011 a Amsterdam.